# Værløse
Værløse è un centro abitato della Danimarca situato nella regione di Hovedstaden. Fa parte del comune di Furesø del quale è sede amministrativa.